# Inashiki (huyện)
Inashiki (稲敷郡 Inashiki-gun) là huyện thuộc tỉnh Ibaraki, Nhật Bản. Tính đến ngày 1 tháng 10 năm 2020, dân số ước tính của huyện là 71.386 người và mật độ dân số là 390 người/km2. Tổng diện tích của huyện là 182,3 km2.